# Làn sóng thứ hai của đại dịch COVID-19 tại Châu Âu
Làn sóng thứ hai của virus SARS-COV-2, là sự bùng phát trở lại của đại dịch COVID-19 tại châu Âu sau khi nới lỏng các biện pháp giãn cách xã hội đã áp dụng trong làn sóng đầu tiên tấn công châu lục này vào nửa đầu năm 2020.
Theo các mô hình dịch tễ học, dịch bệnh có khả năng tái bùng phát nếu hệ số lây nhiễm vượt quá 1. Việc gia tăng về số ca mắc bệnh và số người tử vong thường sẽ có một độ trễ từ 3 đến 4 tuần . Đồng thời Trung tâm Phòng ngừa và Kiểm soát Dịch bệnh Châu Âu (ECDC) cảnh báo đại dịch có thể bùng phát trở lại nếu các biện pháp giãn cách xã hội không được tuân thủ nghiêm ngặt .
Virus SARS-COV-2 quay lại không có tính chất như các loại cúm mùa, mà là do nới lỏng các biện pháp hạn chế và về vấn đề vệ sinh .

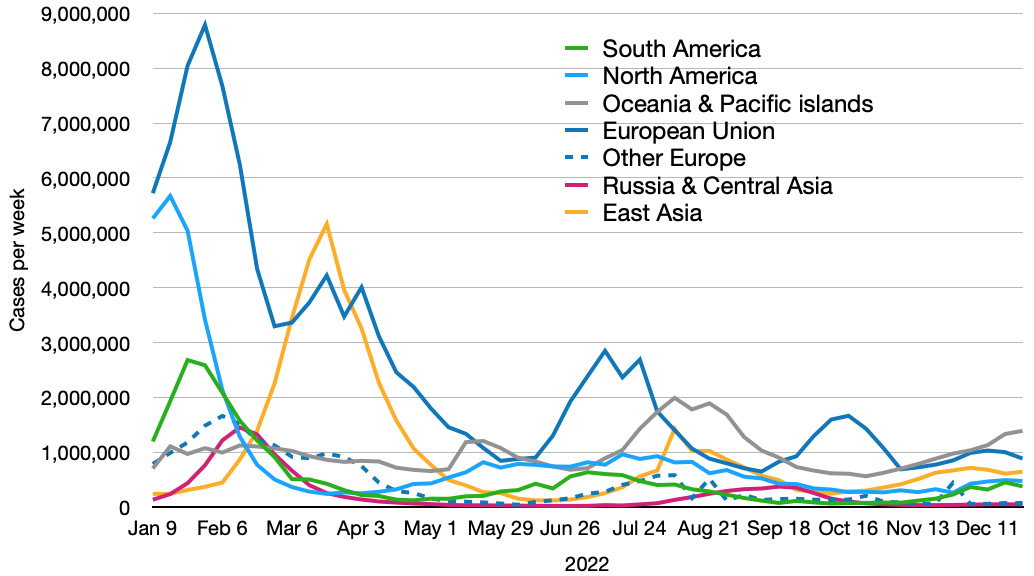
Các ca mắc COVID-19 mới được xác nhận tại 7 khu vực trên toàn thế giới

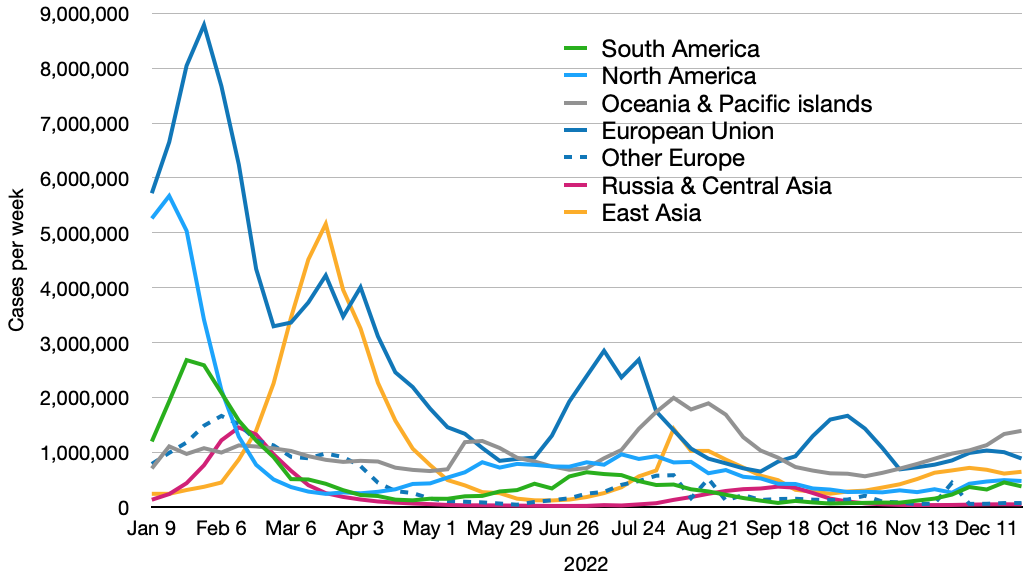
Các trường hợp tử vong theo ngày được xác nhận tại 7 khu vực trên toàn thế giới

## Bối cảnh
Trong tháng 3 năm 2020, châu Âu là châu lục bị ảnh hưởng nặng nề nhất bởi đại dịch, theo biểu đồ của 7 khu vực trên thế giới. Những lo ngại về làn sóng thứ hai ở châu Âu đã bắt đầu từ tháng 5 năm 2020 . Trung tâm Phòng ngừa và Kiểm soát Dịch bệnh Châu Âu cho rằng làn sóng thứ hai có thể được kiểm soát tốt nếu như các quy tắc về giãn cách xã hội được thực hiện, trong khi đó vẫn còn nhiều người lo sợ về tốc độ và quy mô của đợt bùng phát thứ hai này .

## Những dự đoán về một làn sóng thứ hai
Từ khi đợt cách ly xã hội ở châu Âu dần được nới lỏng vào tháng 5 năm 2020, thì nguy cơ bùng phát của một làn sóng thứ hai - đã được dự đoán trước. Giới chuyên môn dự đoán việc nhiệt độ tăng và tỉ lệ lây nhiễm giảm sẽ khiến người dân buông lỏng tuân thủ các quy tắc, không còn chú trọng tới việc giữ vệ sinh và giữ khoảng cách . Các nhà khoa học luôn thảo luận về vấn đề này  và đưa ra các dự đoán cho từng khu vực nhất định .

### Đánh giá của ECDC
Báo cáo của ECDC ngày 10 tháng 8 cho rằng nguy cơ quay trở lại của dịch Covid-19 ở tất cả các nước thuộc Liên minh châu Âu (EU), Khu vực Kinh tế châu Âu (EEA) và ở Anh sẽ:
- ở mức trung bình nếu các quốc gia tiếp tục thực hiện các biện pháp phòng ngừa như giãn cách xã hội;
- ở mức rất cao đối với các nước không áp dụng các biện pháp này [12].

## Tháng 7 - tháng 8 năm 2020

### Các ca mắc mới được ghi nhận theo từng quốc gia
Vào mùa hè năm 2020, virus lây lan nhanh hơn giai đoạn từ tháng 1 - tháng 4 . Theo WHO, số ca mắc cuối tháng 8 là 239.454 tại châu Âu, gần gấp đôi so với cuối tháng 6 .
Vào tháng 8 năm 2020, nhiều nước EU và EEA đã chứng kiến sự gia tăng về số ca bệnh . Ngày 7 tháng 8, giám đốc chiến lược của Bộ Y tế Pháp Lisa-Maria Voipio-Pulkki đánh giá "giai đoạn thứ hai của dịch đang hình thành", nhưng chưa thể gọi là "làn sóng thứ hai" . Na Uy yêu cầu trong 10 ngày tới, những công dân nhập cảnh từ Pháp đều bị bắt buộc cách ly 14 ngày . Tỉnh Antwerp của Bỉ cũng được đặt trong vùng rủi ro và dưới sự kiểm dịch bắt buộc của Đức .
Tây Ban Nha không có nhiều ca lây nhiễm trong công đồng không được kiểm soát: đất nước vẫn rất cởi mở chào đón du lịch quốc tế. Tuy nhiên sau đó số trường hợp mắc bệnh tăng gấp ba lần trong hai tuần và các ổ lây nhiễm mới xuất hiện, người dân được kêu gọi ở nhà. Đồng thời, Vương Quốc Anh áp dụng quy tắc cách ly những du khách trở về từ Tây Ban Nha, Pháp và Đức khuyến nghị người dân không nên đến quốc gia này .
Cách ly xã hội cũng được thực hiện trong cả mùa hè ở Bồ Đào Nha .
Tại Bỉ, sau khi chứng kiến mức tăng 149% về số ca mắc, đã phải ra quy định không tụ tập quá 5 người . Tại Đức, số ca nhiễm tăng 33% và chính phủ tiếp tục cho phép các địa phương áp dụng biện pháp cách ly.
Tại Pháp, theo DGS, trong tháng 8, số ca mắc mới tăng lên, tuy nhiên số ca nhập viện lại giảm 0,75%. Ở Sarthe, số trường hợp mắc bệnh là thanh thiếu niên đã tăng gấp đôi chỉ trong vòng 11 ngày. Từ ngày 3 đến ngày 9 tháng 8, 112 ổ lây nhiễm mới đã được báo cáo . Trong số 926 ổ dịch, 49 % là ở nơi làm việc và 28 % trong các buổi gặp mặt công khai hay riêng tư. Theo Cục Y tế cộng đồng Pháp, vào ngày 13 tháng 8, tỷ lệ mắc bệnh ở Paris là 46,2 trên 100.000 dân, dưới mức cảnh báo là 50 trên 100.000 dân. Ở các tỉnh thuộc vùng Île-de-France, tỷ lệ này là 30 trên 100.000, tuy nhiên ở nhóm tuổi 20-29 lại là từ 50 đến 115 trên 100.000 . Vào ngày 14 tháng 8, Paris và tỉnh Bouches-du-Rhône được xếp vào khu vực báo động lây nhiễm của virus corona. Ngày 16 tháng 8, Pháp ghi nhận 3015 ca mắc mới trong 24 giờ .

### Giám sát du lịch mùa hè
Vào giữa tháng 8, nhằm đối phó với sự gia tăng về số lượng ca mắc mới để tránh phải tái áp dụng các biện pháp nghiêm ngặt sau này, các quốc gia châu Âu điều chỉnh các biện pháp theo từng ngày:
Du lịch trong khối liên minh châu Âu
Về thương mại trong khối EU, các xét nghiệm PCR phải thực hiện ở biên giới cùng việc cách ly hoặc các biện pháp hạn chế giao thông chặt chẽ.
Ngày 14 tháng 8, Đức xếp Tây Ban Nha, ngoại trừ quần đảo Canary, trong số các khu vực có nguy cơ lây nhiễm vì lo ngại làn sóng thứ hai sẽ bùng phát bởi do sự trở lại của khách du lịch. Bất kỳ người nào nhập cảnh vào lãnh thổ Đức từ khu vực có nguy cơ (Tây Ban Nha, Ukraine và Serbia) đều phải kiểm dịch bắt buộc và thực hiện xét nghiệm PCR trong vòng 72 giờ sau khi nhập cảnh.
Tại mỗi bang, việc bắt buộc đeo khẩu trang hoặc hạn chế tụ tập được thực hiện ở các địa phương ở nhiều bang. Từ ngày 15 tháng 8, chính phủ Anh tái áp dụng lệnh cách ly 14 ngày đối với những du khách đến từ Pháp, Hà Lan và Malta, hơn một tháng sau khi dỡ bỏ biện pháp này .

## Tháng 9 năm 2020
Vào giữa tháng 9, các nước khác tại châu Âu phải đối mặt với sự gia tăng trở lại của dịch bệnh, đặc biệt tại Pháp, Vương quốc Anh, Áo, Cộng hòa Séc, Bỉ, Đức, Ý, Đan Mạch và Hungary .

### Tây Ban Nha
Tây Ban Nha là quốc gia châu Âu đầu tiên bị ảnh hưởng bởi đợt bùng phát thứ hai, với 9.000 trường hợp nhiễm mới và khoảng 50 ca tử vong mỗi ngày, tính đến ngày 4 tháng 9. Bỉ, Đức và Vương quốc Anh đã đặt Tây Ban Nha vào trạng thái cảnh báo đỏ, cấm di chuyển nếu không cần thiết. Việc đi lại giữa Pháp và Tây Ban Nha vẫn có thể cho phép .
Tính đến ngày 4 tháng 9 năm 2020, số bệnh nhân mắc COVID-19 đã chiếm 16% số giường bệnh ở Madrid .
Số ca tử vong
Tây Ban Nha thống kê được 191 trường hợp tử vong trong khoảng thời gian từ ngày 28 tháng 8 đến ngày 4 tháng 9, trong đó có 73 người ở khu vực Madrid . Từ ngày 4 tháng 9 đến ngày 11 tháng 9, số ca tử vong là 241 trường hợp .
Phòng dịch
Để đối phó với làn sóng thứ hai, Tây Ban Nha đã thực hiện nhiều biện pháp khác nhau:
- giới hạn các buổi tụ tập ở mức dưới 10 người tại nhà hoặc ở các quán cà phê.
- các hoạt động thờ tự giảm từ 75% xuống 60%
- cấm các bữa tiệc cocktail và khiêu vũ tại đám cưới
- giảm lượng người tham quan tại các vườn thú và công viên giải trí
- tăng việc truy dấu F1, F2 và số lượng xét nghiệm [27].

Kể từ ngày 21 tháng 9 năm 2020, Tây Ban Nha đã ban bố lệnh giới hạn di chuyển với 850.000 người tại Madrid .

### Pháp

#### Các biện pháp của chính phủ sau làn sóng tử vong đầu tiên vào mùa xuân năm 2020
Chính phủ muốn ưu tiên khởi động lại nền kinh tế và để các địa phương thực hiện các biện pháp tương ứng với tình hình thực tế .
Phòng dịch
Pháp là quốc gia châu Âu bị ảnh hưởng nặng nề thứ hai xét về số ca mắc vào đầu tháng 9 năm 2020 : 4 nước EU đã vượt tỉ lệ lây nhiễm 60 trên 100.000 dân vào ngày 4 tháng 9 là Tây Ban Nha, Pháp, Romania và Croatia . Ngày 5 tháng 9, Bộ trưởng Y tế Pháp thông báo rằng sẽ tăng số giường bệnh trong các khu chăm sóc đặc biệt. Theo ông, các bệnh viện có thể tiếp nhận cùng lúc 12.000 bệnh nhân được chăm sóc đặc biệt . Số ca mắc bệnh đã tăng gấp đôi trong 14 ngày và số ca tử vong là khoảng 100 ca mỗi tuần. Một trong những nguồn lây nhiễm được giới truyền thông chú ý nhất là tại câu lạc bộ Paris Saint-Germain (PSG): 6 cầu thủ đã nhiễm bệnh vì không tuân thủ các quy tắc phòng dịch tại Ibiza . Nguồn lây sau đó được xác định lại không đến từ Ibiza, mà đến từ một số cầu thủ đã nhiễm virus trước khi tới Ibiza, trở lại đội bóng và lây nhiễm cho những cầu thủ khác .
Sự lây nhiễm và số ca tử vong tại Pháp
Vào cuối tháng 9, số người chết và số người cần chăm sóc đặc biệt đã tăng rõ rệt so với tháng 7-8 . Tính đến ngày 11 tháng 9, Pháp đã thống kê được 2.025 ổ lây nhiễm; 5.096 người nhập viện; 615 người được chăm sóc đặc biệt . Trong một tuần, tỷ lệ mắc bệnh ở những người trên 75 tuổi tăng 44% .

### Vương Quốc Anh
Vương quốc Anh có kinh nghiệm phòng dịch từ trước đã thực hiện các biện pháp khác nhau nhằm tránh một làn sóng lây nhiễm thứ hai tùy theo từng vùng:
- Anh cấm tụ tập quá sáu người.
- Scotland cấm tụ tập nhiều hơn tám người.
- Xứ Wales cấm tụ tập nhiều hơn bốn nhóm người.

Các sự kiện thể thao tháng 10 đều bị hoãn sang tháng 11 .

### Áo
Ngày 13 tháng 9, chính phủ Áo thông báo về làn sóng thứ hai của dịch bênh. Thủ tướng Sebastian Kurz nhận định số ca mới sẽ sớm vượt mức 1000 ca mỗi ngày.

### Ý
Các biện pháp chống dịch chặt chẽ cùng việc dỡ bỏ giãn cách xã hội có hệ thống giúp Ý ít bị ảnh hưởng hơn Pháp và Tây Ban Nha bởi làn sóng thứ hai . Tuy nhiên dịch đã quay trở lại từ tháng 9 .

### Các nước ở phía đông EU
Các quốc gia ở phía đông của Liên minh châu Âu bị ảnh hưởng tương đối ít bởi đều kiểm soát tốt được dịch từ làn sóng đầu tiên, đặc biệt là ở Romania, Hungary và Croatia .

## Tháng Mười

### Ba Lan
Vào tháng 10 năm 2020, Ba Lan xác định đất nước này đã bị ảnh hưởng bởi đợt bùng phát thứ hai của virus SARS-COV-2 .
| “ | Làn sóng thứ hai đã đến và chúng ta phải kiên cường chống lại dịch bệnh | ” |

## Dự báo khoa học

### Mô hình hóa về tái bùng phát dịch
Vào ngày 12 tháng 9 năm 2020, một nhóm nghiên cứu của Đại học Montpellier IRD/CNRS đã xây dựng một mô hình giúp xác định xem liệu một đợt bùng phát có trở thành làn sóng thứ hai hay không. Sự gia tăng theo dự đoán sau đó đã không mạnh như trong đợt bùng phát đầu tiên vào tháng 2. Nhóm nghiên cứu cũng chỉ ra rằng số ca tử vong vào ngày 9 tháng 9 năm 2020 cũng sẽ tương đương với ngày 16 tháng 3 .
Vào ngày 23 tháng 9, tạp chí khoa học Rapport Nature của Anh đã công bố một mô hình đơn giản dự báo rằng mỗi quốc gia châu Âu sẽ đạt đến đỉnh dịch trước tháng 1 năm 2021 .

### Mùa thu năm 2020
Tổ chức Y tế Thế giới dự đoán một đợt bùng phát mạnh vào mùa thu .

### Mùa đông 2020-2021
Jean-François Timsit, trưởng bộ phận hồi sức và truyền nhiễm tại bệnh viện Bichat, chỉ ra rằng đỉnh dịch của đợt thứ hai có thể sẽ rơi vào ngày 1 tháng 1 năm 2021 .